# Adolfo López Mateos, Yecapixtla
Adolfo López Mateos är en ort i Mexiko.   Den ligger i kommunen Yecapixtla och delstaten Morelos, i den sydöstra delen av landet, 60 km söder om huvudstaden Mexico City. Adolfo López Mateos ligger 1 474 meter över havet och antalet invånare är 444.
Terrängen runt Adolfo López Mateos är kuperad åt nordost, men åt sydväst är den platt. Runt Adolfo López Mateos är det tätbefolkat, med 613 invånare per kvadratkilometer. Närmaste större samhälle är Cuautla Morelos, 8,3 km söder om Adolfo López Mateos. Omgivningarna runt Adolfo López Mateos är en mosaik av jordbruksmark och naturlig växtlighet.